# Valentýna
Valentina je ženské jméno latinského původu pocházející z výrazu valens, mohutný, pevný, v přeneseném významu zdravý, silný. Jeho mužskou obdobou je Valentin.

## České domácké verze
Valča, Valda, Valentýnka, Vali, Valuše, Valuška, Valinka, Val, Vája, Týnka, Týna

## Známé osobnosti
- Svatá Valentýna, zasvěcená panna a křesťanská mučednice
- Valentina Cortese, italská herečka
- Valentina De Angelis, americká herečka
- Valentina Dimitrova, bulharská zpěvačka
- Valentina Borrelli, italská volejbalistka
- Valentina Jegorovová, ruská běžkyně
- Valentina Kameníková, česká klavíristka, čembalistka a hudební pedagožka
- Valentina Lisitsa, ukrajinská pianistka
- Valentina Ivanovna Matvijenko, ruská politička
- Valentina Paloma Pinault, dcera herečky Salmy Hayek
- Valentina Stenina, sovětská sportovkyně, rychlobruslařka
- Valentina Nicholajevna Sanina Schlee, ruská módní návrhářka
- Valentina Ševčenko, ruská sportovkyně, běžkyně na lyžích
- Valentina Těreškova, první sovětská kosmonautka
- Valentina Thielová, česká herečka
- Valentina Vargas, chilská herečka